# Stoever und Brockmöller
Die Hamburger Kriminalhauptkommissare Paul Stoever, gespielt von Manfred Krug, und Peter Brockmöller, gespielt von Charles Brauer, sind fiktive Personen aus der ARD-Krimireihe Tatort. Der NDR produzierte zwischen 1984 und 2001 insgesamt 41 Folgen, wobei in den ersten drei Fällen Stoever zunächst ohne Brockmöller ermittelte.

## Hintergrund
Ermittlungs- und Drehorte waren neben dem Hamburger Stadtgebiet unter anderem auch die Hamburger Inseln Neuwerk und Scharhörn sowie Cuxhaven und Kiel.
Eine Besonderheit waren die (Jazz-)Gesangsduette, die Peter Brockmöller und Paul Stoever ab 1996 in ihren Tatorten zum Besten gaben. Insgesamt wurden es 17 Songs in den Folgen bis 2001. Zu dieser Idee kam es in einer Drehpause auf Neuwerk, als beide einfach mal so ein Liedchen anstimmten. Der Redakteurin des NDR gefiel dies so, dass sie diese musikalischen Einlagen in die Filme einbaute. Eine Sammlung mit den Songs wurde 2000/01 unter dem Titel Tatort – Die Songs als Musik-CD veröffentlicht.

## Figuren aus den Hamburger Tatort-Folgen

### Paul Stoever
Kriminalhauptkommissar Paul Stoever, gespielt von Manfred Krug, wurde am 3. Mai 1936 geboren und ist ein recht mürrischer Mensch. Sein intuitiver Scharfsinn gepaart mit solider Kriminalarbeit bringt jedoch jeden Fall der Lösung nah. Auch unkonventionelle Wege beschreitet er dabei gern, und sie bringen meist Erfolg. Seine Arbeitskollegen haben sich an seine Individualität und seinen bodenständigen Charme gewöhnt. Selbst seine mitunter bösen Witze nehmen sie nicht zu wichtig. Jeder weiß, dass er damit nur seine sensible Seite kaschiert. Das Image eines Mannes mit rauer Schale, unter der doch ein weicher Kern liegt, pflegt er ganz bewusst. Mit Vorschriften und Richtlinien nimmt er es nicht immer so genau und hat mit Schlipsträgern nicht viel im Sinn.
Stoever wollte ursprünglich Anwalt, Staatsanwalt oder sogar Richter werden, um so für mehr Gerechtigkeit zu kämpfen. Treffsichere Plädoyers halten konnte er schon immer gut. Aber ein endlos erscheinendes Studium und seine blasierten Jura-Kommilitonen passten nicht zu seiner soliden Grundhaltung. So führte ihn sein Gerechtigkeitssinn zur Polizei und zur Kripo. Für ihn gibt es keine sympathischen oder unsympathischen Verbrecher – es ist sein Beruf und seine Aufgabe, alle zu jagen.
Privat kocht er mit Leidenschaft, am liebsten Spaghetti, verschmäht aber auch eine saftige Currywurst an der Imbissbude nicht. Lieber sitzt er jedoch in der Kneipe bei einem kühlen Glas Bier und einer anständigen Zigarre – er ist ein Genussmensch.

### Peter Brockmöller
Kriminalhauptkommissar Peter Brockmöller, gespielt von Charles Brauer, ist für Stoever nicht nur Kollege, sondern ein echter Kumpel. Er steht als Freund zu ihm in allen Lebenslagen, ist ausgeglichen, ruhig und vernünftig. Damit gelingt es ihm meist, Stoever auf den Boden der Realität zurückzuholen. Er hat außerdem immer gute Laune, selbst bei den übelsten Verbrechen.
Durch ihre ersten gemeinsamen Fälle haben sie sich bei der Kripo kennen und schätzen gelernt. Mit der Zeit wurden sie unzertrennlich – fast wie ein altes Ehepaar, das nichts mehr erschüttern kann.
Brockmöllers Zuneigung geht dabei gelegentlich bis zur Selbstaufgabe. Nicht nur seine große Wohnung, auch sein handwerkliches Geschick sind Eigenschaften, die Stoever nicht nur nutzt, sondern oft auch ausnutzt.

### Weitere Figuren
- Oswald Meier (Meier 2) – (Lutz Reichert), von 1986 (Leiche im Keller) bis 1993 Ermittlerassistent, wird in der Folge Amoklauf im Einsatz erstochen
- Lukas Thorwald – (Mark Keller), 1993 Dorfpolizist in der Folge Um Haus und Hof, wird ab der Folge Ein Wodka zuviel 1994 Assistent der Kommissare, wird bei einem Undercover-Einsatz im Gefängnis in der Folge Singvogel fast getötet, tritt letztmals in der Folge Tod eines Polizisten 1995 auf
- Stefan Struve – (Kurt Hart), ab 1994 Kriminalassistent (Folge Singvogel), bleibt eher im Hintergrund

## Folgen
| Fall | Titel                    | Erstausstrahlung                        | Folge | Autor                                         | Regie             | Besonderheiten |
| ---- | ------------------------ | --------------------------------------- | ----- | --------------------------------------------- | ----------------- | --- |
| 1    | Haie vor Helgoland       | 23. Apr. 1984                           | 157   | Peter Hemmer                                  | Hartmut Griesmayr | |
| 2    | Gelegenheit macht Liebe  | 19. Aug. 1984                           | 160   | Peter Hemmer                                  | Pete Ariel        | |
| 3    | Irren ist tödlich        | 14. Apr. 1985                           | 168   | Peter Hemmer                                  | Wolfgang Storch   | |
| 4    | Leiche im Keller         | 31. Mär. 1986                           | 179   | Kurt Bartsch                                  | Pete Ariel        | erste Folge mit Brockmöller |
| 5    | Tod auf Eis              | 07. Sep. 1986                           | 185   | Wolfgang Graetz                               | Dietrich Haugk    | |
| 6    | Tod im Elefantenhaus     | 20. Apr. 1987                           | 192   | Sven Freiheit                                 | Bernd Schadewald  | Teile des Films wurden in Hamburg Hagenbeck gedreht. |
| 7    | Voll auf Haß             | 08. Nov. 1987                           | 198   | Bernd Schadewald                              | Bernd Schadewald  | Deutscher Civis Fernsehpreis 1988 an Bernd Schadewald |
| 8    | Spuk aus der Eiszeit     | 10. Jul. 1988                           | 207   | Erich Loest                                   | Stanislav Barabáš | beklemmendes Kapitel deutsch-deutscher Beziehungen |
| 9    | Pleitegeier              | 07. Aug. 1988                           | 208   | Bruno Hampel                                  | Pete Ariel        | Heidi Kabel erstmals in einem Tatort zu sehen. |
| 10   | Schmutzarbeit            | 19. Feb. 1989                           | 216   | Ulrich Kressin                                | Werner Masten     | |
| 11   | Armer Nanosh             | 09. Jul. 1989                           | 220   | Asta Scheib, Martin Walser                    | Stanislav Barabáš | |
| 12   | Lauf eines Todes         | 21. Jan. 1990                           | 227   | Lothar Hirschmann                             | Wolfgang Storch   | |
| 13   | Zeitzünder               | 04. Aug. 1990                           | 233   | Detlef Müller                                 | Pete Ariel        | |
| 14   | Finale am Rothenbaum     | 20. Jan. 1991                           | 239   | Frank Göhre                                   | Dieter Kehler     | |
| 15   | Tod eines Mädchens       | 04. Aug. 1991                           | 246   | Horst Bieber                                  | Jürgen Roland     | |
| 16   | Blindekuh                | 20. Apr. 1992                           | 256   | Ulrich Kressin                                | Werner Masten     | |
| 17   | Experiment               | 03. Mai 1992                            | 257   | Peter Sichrowsky                              | Werner Masten     | Stoever wohnt bei Brockmöller, nachdem seine Wohnung ausgebrannt ist. |
| 18   | Stoevers Fall            | 05. Jul. 1992                           | 260   | Willi Voss (Pseudonym für Willi Pohl)         | Jürgen Roland     | Mit 15,86 Millionen Zuschauern eine der erfolgreichsten Tatort-Folgen |
| 19   | Amoklauf                 | 03. Jan. 1993                           | 268   | Dieter Hirschberg, Werner Masten, Asta Scheib | Werner Masten     | Brisantes Thema: Türken-Kurden-Konflikt. Letzte Folge mit Lutz Reichert als Oswald Meier (Meier 2). |
| 20   | Um Haus und Hof          | 26. Sep. 1993                           | 280   | Raimund Weber                                 | Werner Masten     | Tatort nach dem im Jahr 1992 geänderten Quotenmess-Modus mit der drittgrößten Zuschauerzahl. 2013 erreichte mit Summ, Summ, Summ erstmals ein Tatort eine fast identische Quote (0,02 weniger) mit 12,81 Millionen Zuschauern. (Stand: 23. September 2014) |
| 21   | Ein Wodka zuviel         | 06. Mär. 1994                           | 288   | Dieter Hirschberg                             | Werner Masten     | Stoever in der Hand eines Geiselnehmers. |
| 22   | Singvogel                | 23. Mai 1994                            | 292   | Willi Voss (Pseudonym für Willi Pohl)         | Michael Knof      | |
| 23   | Tod eines Polizisten     | 01. Jan. 1995                           | 301   | Dieter Hirschberg, Gerd Reinhard              | Jürgen Roland     | |
| 24   | Tödliche Freundschaft    | 21. Mai 1995                            | 310   | Raimund Weber                                 | Herrmann Zschoche | |
| 25   | Der König kehrt zurück   | 17. Sep. 1995                           | 318   | Felix Mitterer, Michael Gutmann               | Michael Gutmann   | |
| 26   | Tod auf Neuwerk          | 24. Mär. 1996                           | 328   | Raimund Weber                                 | Helmut Förnbacher | Erster Auftritt von Stöver und Brockmöller als Gesangsduo |
| 27   | Fetischzauber            | 05. Mai 1996                            | 331   | Thorsten Näter, Nicole Schürmann              | Thorsten Näter    | |
| 28   | Lockvögel                | 27. Mai 1996                            | 334   | Jörg Grünler                                  | Jörg Grünler      | |
| 29   | Parteifreunde            | 27. Okt. 1996                           | 345   | Detlef Müller                                 | Ulrich Stark      | |
| 30   | Mord hinterm Deich       | 25. Dez. 1996 (NDR), 8. Juni 1997 (ARD) | 363   | Raimund Weber                                 | Olaf Kreinsen     | |
| 31   | Ausgespielt              | 23. Feb. 1997                           | 352   | Hans Werner Kettenbach                        | Jürgen Roland     | Bill Ramsey und Carlo von Tiedemann in einer Gastrolle. |
| 32   | Undercover-Camping       | 02. Nov. 1997                           | 374   | Michael Illner                                | Jürgen Bretzinger | |
| 33   | Arme Püppi               | 10. Mai 1998                            | 386   | Thorsten Näter                                | Helmut Förnbacher | Gastauftritt von Gerhard Delling |
| 34   | Schüsse auf der Autobahn | 05. Jul. 1998                           | 389   | Raimund Weber                                 | Hartmut Griesmayr | |
| 35   | Habgier                  | 10. Jan. 1999                           | 403   | Raimund Weber                                 | Jürgen Bretzinger | Gastauftritt von Berti Vogts |
| 36   | Traumhaus                | 30. Mai 1999                            | 414   | Raimund Weber                                 | Ulrich Stark      | |
| 37   | Der Duft des Geldes      | 29. Aug. 1999                           | 420   | Lienhard Wawrzyn                              | Helmut Förnbacher | |
| 38   | Blaues Blut              | 09. Jan. 2000                           | 433   | Raimund Weber                                 | Helmut Förnbacher | Gastauftritt Rudolph Moshammer |
| 39   | Rattenlinie              | 28. Mai 2000                            | 444   | Matthias Schultheis                           | Hartmut Griesmayr | Stoever im Kloster |
| 40   | Der schwarze Skorpion    | 15. Okt. 2000                           | 456   | Felix Huby                                    | Helmut Förnbacher | |
| 41   | Tod vor Scharhörn        | 07. Jan. 2001                           | 461   | Raimund Weber                                 | Jürgen Bretzinger | Letzter Fall dieses Ermittlerteams. |

## Musik
- Manfred Krug & Charles Brauer: Tatort – Die Songs, 14 Songs, Warner Strategic Marketing – 8573-81510-2, 2000[9]
- Manfred Krug & Charles Brauer: Tatort – Die Songs, 17 Songs, Warner Strategic Marketing – 8573-86420-2, 2001[9]